# جيمي بيسلي
جيمي بيسلي (بالإنجليزية: Jimmy Beasley)‏ هو مغني أمريكي، ولد في 30 سبتمبر 1929 في كانساس سيتي في الولايات المتحدة.

## روابط خارجية
- جيمي بيسلي على موقع ميوزك برينز (الإنجليزية)
- جيمي بيسلي على موقع أول ميوزيك (الإنجليزية)
- جيمي بيسلي على موقع ديسكوغز (الإنجليزية)